# 南警察署 (京都府)

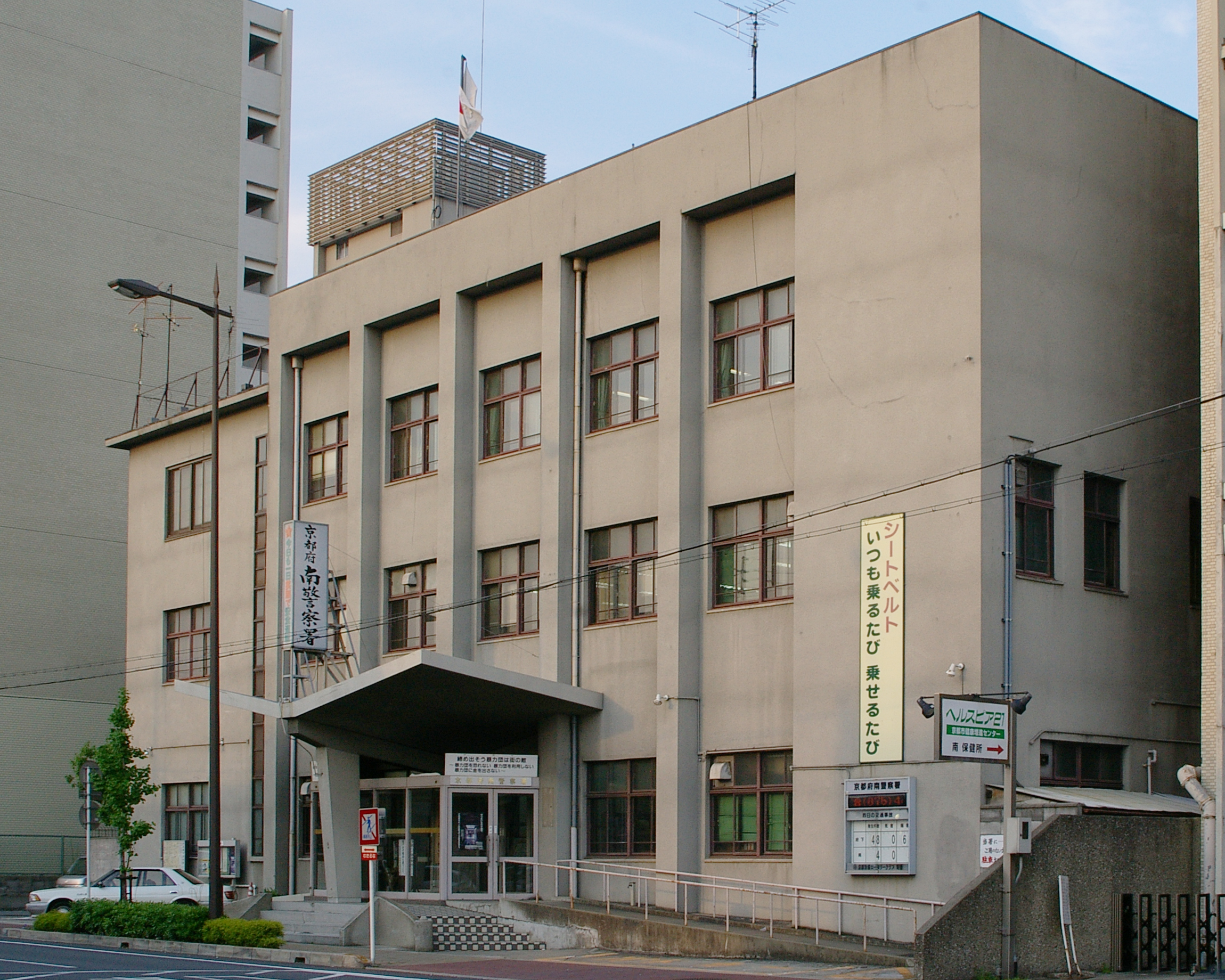
旧庁舎

南警察署（みなみけいさつしょ）は、京都府警察が管轄する警察署の一つ。管轄区域は京都市南区。署長は警視。

## 概要
1957年（昭和32年）3月に竣工した旧庁舎（京都市南区西九条南田町3番地）は、2015年に移転するまで現存する警察署庁舎の中で日本最古であった。現在も警察署入口に掲げられている表札は旧庁舎時代のもので、管内にある東寺の僧侶が毛筆で書いたものである。

### 所在地
- 京都市南区西九条森本町39番地2
  - 最寄駅：近鉄京都線十条駅

## 沿革
- 1955年（昭和30年）7月：京都市警察が京都府警察に統合。京都府九条警察署となる
- 1957年（昭和32年）3月：旧庁舎（京都市南区西九条南田町3番地）が竣工[1]。
- 2006年（平成18年）4月1日：名称を京都府南警察署に改称するとともに、管轄している京都市下京区の一部区域を七条警察署に、京都市伏見区の一部区域を伏見警察署に移管、七条警察署および向日町警察署が管轄している京都市南区の一部区域を管轄区域として編入。行政区域に合わせ、南警察署は京都市南区のみを管轄する。
- 2015年（平成27年）10月13日：庁舎が現在地へ移転[2]

## 内部組織
- 会計課 - 会計係
- 警務課 - 警務係、留置管理係、犯罪被害者支援係、広聴・相談係
- 生活安全課 - 生活安全係、人身安全・少年係、保安係
- 地域課 - 地域第一係、地域第二係、地域第三係、地域管理係、機動警ら隊
- 刑事課 - 捜査管理係、強行犯係、知能犯係、盗犯係、鑑識係、組織犯罪対策係
- 交通課 - 交通総務係、交通指導係、交通事故捜査係
- 警備課 - 警備係

## 交番
括弧内は所在地。
- 東寺前交番（南区大宮通八条下ル九条町399）
- 唐橋交番（南区唐橋川久保町36）
- 山王交番（南区東九条東山王町7）
- 陶化交番（南区東九条南松ノ木町1-4）
- 下殿田交番（南区東九条下殿田町41）
- 祥栄交番（南区吉祥院石原東之口町2）
- 上鳥羽交番（南区上鳥羽城ケ前町307）
- 祥豊交番（南区吉祥院西ノ庄淵ノ西町42）
- 久世交番（南区久世大薮町82）

## 駐在所
なし

## 事件
- 京田辺警察官殺害事件 - 2007年に発生した、同署の警察官が殺害された事件。
- 京都市南区久世町高齢女性殺害事件 - 2020年に管内で発生した未解決事件